# Nové Mitrovice
Nové Mitrovice település Csehországban, a Dél-plzeňi járásban. Nové Mitrovice Míšov, Louňová, Čížkov, Spálené Poříčí és Borovno településekkel határos. Lakosainak száma 356 fő (2024. január 1.).

## Népesség
A település lakosságának változását az alábbi diagram mutatja:
| Lakosok száma | 1507 | 1355 | 1142 | 696  | 391  | 336  | 319  | 333  | 337  | 356  |
|               | 1869 | 1890 | 1921 | 1950 | 1980 | 2001 | 2017 | 2019 | 2022 | 2024 |